# 松本哲也 (劇作家)
松本 哲也（まつもと てつや、1976年12月20日 - ）は、宮崎県出身の小松台東主宰・劇作家・演出家。身長170cm。特技はレスリング、宮崎弁。2022年よりファザーズコーポレーション所属。

## 経歴
高校を卒業後、宮崎から上京。
日本映画学校俳優科を卒業後、宮崎に帰郷。再び東京に戻り、放送作家としてお笑いを中心にTVや舞台などで活動。2010年に劇団「小松台東」を旗揚げした。

## 脚本

### 舞台
2010年
- 小松台東 Vol-1 「ノンアルコールで吐く」高田馬場ラピネスト（作・演出）

2011年
- 小松台東 Vol-2 「さよならバカヤロー」高田馬場ラピネスト（作・演出）
- 小松台東 Vol-3 「へとんしれん」高田馬場ラピネスト（作・演出）

2012年
- 小松台東 Vol-4 「憧れと衝動」　高田馬場ラピネスト（作・演出）
- 小松台東 番外公演 「トコトココントコント」RAFT（作・演出）
- 小松台東 Vol-5 「明るい家族、楽しいプロレス」高田馬場ラピネスト（作・演出）

2013年
- 小松台東 「四畳半ベンチプレス」 下北沢OFFOFFシアター（作・演出）
- 小松台東 「短編30分X3」 APOCシアター 作・演出：松本哲也小松台東 「デンギョー！」 高田馬場ラピネス（作・演出）

2014年
- 小松台東 「フサエ、100歳まであと3年」 下北沢小OFFOFFシアター（作・演出）
- 小松台東 「勇気出してよ」 下北沢OFFOFFシアター（作・演出）
- 松本紀保プロデュース 「海と日傘」 シアター風姿花伝（作：松田正隆　演出：青山勝）
- 僕たちが好きだった川村紗也「山笑う」 新宿眼科画廊（作・演出）

2015年
- 小松台東 「暗く暖かな日々」 下北沢OFFOFFシアター（作・演出）
- グラウンド02 「俺たちなりの、旅」（作・演出）
- 劇団一の会 「いつでも君を」 ワンズスタジオ（作・演出）
- 劇団野の上 「東京アレルギー」
- 小松台東 MITAKA”Next Selection 「想いはブーン」（作・演出）
- 湯ぶね第一回公演「愛の水中花」池袋スタジオ空洞（作・演出／原案：和田瑠子）

2016年
- 東京タンバリン「どんてん」下北沢小劇場 B1　（出演）作・演出：高井浩子
- VAICE★ #1「いつかの膿」下北沢駅前劇場（作・演出）
- 小松台東「勇気出してよ」三鷹市芸術文化センター 星のホール（作・演出）
- 小松台東「明るい家族、楽しいプロレス！」下北沢駅前劇場（作・演出）
- ブルドッキングヘッドロックvol.28「バカシティ」こまばアゴラ劇場（作・演出：喜安浩平）

2017年
- 小松台東「山笑う」三鷹市芸術文化センター 星のホール（作・演出）
- ラフカット2017「詰まる所」（脚本）演出・堤泰之
- VAICE★ #2「泥の中」下北沢駅前劇場（作・演出）

2018年
- iaku＋小松台東「目頭を押さえた」サンモールスタジオ（演出・出演）
- 宮崎県立芸術劇場プロデュース「神舞の庭」メディキット県民文化センター（出演）作・長田育恵／演出・永山智行
- 松本紀保プロデュース「farewell」サンモールスタジオ（脚本）演出・青山勝
- 小松台東「消す」三鷹市芸術文化センター 星のホール（作・演出・出演）
- 今藤洋子連続ソロ公演「相席」第三弾 下北沢 La・Cana（作・構成）
- トローチ「咲き誇れ」赤坂RED／THEATER（作・演出）

### TV・脚本
- テレビ東京 ドラマ24「東京センチメンタル」#1/2/4/5/12
- テレビ東京「東京センチメンタルSP〜千住の恋〜」
- テレビ東京「東京センチメンタルSP〜御茶ノ水の恋〜」
- フジテレビ「ドラマ・ミステリーズ〜カリスマ書店員が選んだ珠玉の一冊〜」

「妻の女友達」（小池真理子作）/「情けは人の・・・」（今邑彩作）
- テレビ朝日「サヨナラ、えなりくん」
- WOWOW 映画の日スペシャルドラマ「No Life No Movie」
- ABCテレビ「KBOYS」#1〜#5

### 映画・脚本
- 「トリハダ -劇場版2-」監督: 三木康一郎

### ラジオ・脚本
- NHK-FM FMシアター「大都会に大漁旗を」（演出：吉見匡雄）
- NHK-FM FMシアター「トライ」

## 出演

### テレビドラマ
- オールドルーキー（2022年、TBSテレビ） - 阿久津コーチ 役
- アナウンサーたちの戦争（2023年8月14日、NHK総合） - 軍人 役
- 大病院占拠（2023年、日本テレビ） - 爆弾処理班・河内 役
  - 新空港占拠（2024年、日本テレビ） - 爆弾処理班・河内 役
  - 放送局占拠（2025年、日本テレビ） - 爆弾処理班・河内 役

### 舞台
- シリーズ光景-ここから先へと- Vol.3「消えていくなら朝」（2025年7月10日 - 27日、新国立劇場 小劇場） - 羽田庄吾 役[2]